# Thunderball (soundtrack)
Thunderball is de originele soundtrack van de vierde James Bond-film van EON Productions uit 1965 met dezelfde naam. Het album werd voor het eerst uitgebracht in 1965 door United Artists Records.
De filmmuziek werd gecomponeerd door John Barry en de titelsong "Thunderball" schreef Barry samen met Don Black en werd gezongen door Tom Jones. De nummers "Cafe Martinique" en "Mr. Kiss Kiss Bang Bang" schreef Barry samen met Leslie Bricusse. Oorspronkelijk was het nummer "Mr. Kiss Kiss Bang Bang" bedoeld als titelsong maar werd alsnog vervangen door de huidige titelsong ("Thunderball") die Barry en Black op het laatst moment nog schreven. De eerste song werd nog wel toegevoegd als instrumentaal nummer. In 1966 behaalde het album de tiende plaats in de Billboard 200.

## Nummers
| Nr. | Titel                                | Duur |
| --- | ------------------------------------ | ---- |
| 1   | Thunderball (Main Title) - Tom Jones | 2:59 |
| 2   | Chateau Flight                       | 2:26 |
| 3   | The Spa                              | 2:40 |
| 4   | Switching the Body                   | 2:45 |
| 5   | The Bomb                             | 5:42 |
| 6   | Cafe Martinique                      | 3:42 |
| 7   | Thunderball                          | 4:16 |
| 8   | Death of Fiona                       | 2:39 |
| 9   | Bond Below Disco Volante             | 4:12 |
| 10  | Search for Vulcan                    | 2;32 |
| 11  | 007                                  | 2:30 |
| 12  | Mr. Kiss Kiss Bang Bang              | 2:48 |

Bonus tracks (remastered soundtrack CD uit 2003)
| 13 | Gunbarrel / Traction Table / Gassing the Plane / Car Chase                                                              | 4:43  |
| 14 | Bond Meets Domino / Shark Tank / Lights Out for Paula / For King and Country                                            | 8:18  |
| 15 | Street Chase | 3:32  |
| 16 | Finding the Plane / Underwater Ballet / Bond with Spectre Frogmen / Leiter to the Resuue / Bond Joins Underwtaer Battle | 10:16 |
| 17 | Underwater Mayhem / Death of Largo / End Titles                                                                         | 10:21 |
| 18 | Mr. Kiss Kiss Bang Bang (Mono)                                                                                          | 2:42  |